# 2022年臺灣燈會
2022年臺灣燈會是2022年（農曆壬寅年，生肖虎）2月在臺灣高雄市舉辦的第33屆臺灣燈會，展覽時間為2022年2月1日至2022年2月28日，分為衛武營及愛河灣雙燈區。

## 籌備
2022年臺灣燈會的舉辦縣市評選工作於2020年底展開，交通部觀光局召開的評選委員會規劃以南部地區縣市為優先考量。臺南市及高雄市回覆有申辦意願，但台南市未提交申辦企畫書，因此評選結果便以高雄市為第一優先序位。同年12月15日對外公布，2021年1月定案。本屆燈會預算總共約新台幣7.2億元，其中4.6億元由高雄市政府自行編列。
2021年原由新竹市主辦的臺灣燈會因受到桃園市發生衛生福利部桃園醫院嚴重特殊傳染性肺炎群聚感染事件影響緊急停辦。2021年5月8日，交通部觀光局宣布2022年由高雄市主辦，並於衛武營國家藝術文化中心舉行交接儀式，在交通部長王國材的監交下，由新竹市長林智堅將象徵主辦權的「台灣燈會」黃色燈籠交給高雄市長陳其邁。11月15日，高雄市長陳其邁於其臉書公布主視覺，以發光的「高」字象徵點亮高雄展望未來的意涵。高雄市政府也與交通部觀光局於主燈設置預定地舉辦主燈基座動土儀式。次日，英國藝術家Gali May lucas與德國藝術家Karoline Hinz共同合作的作品「Absorbed by Light」完成，是本屆燈會首件完成的作品。12月31日，高雄市政府將其主辦跨年活動設定為「2022台灣燈會會前會」以宣傳燈會，總計約23萬人在現場、404萬人次在線上收看。同日「台灣燈會防疫平台」也正式上線，以落實實名制。並推出「五行暢遊碼」方案鼓勵大眾使用該平台。買買該方案者可以新台幣99元購得24小時內無限次搭乘高雄捷運、輕軌、高雄市公車，並享2次渡輪及YouBike前30分鐘免費優惠。
2022年1月19日，交通部觀光局發佈主燈及小提燈造型。儘管當時仍有疫情變化，但局長張錫聰確認在有研擬防疫計畫的情況下，燈會將如期照辦。26日，「2022台灣燈會紀念一卡通」發行，限量1萬組，在高雄超商與網路平台開放購買。

## 展區規劃
本層燈會有「愛河灣」及「衛武營都會公園」兩處展區。
衛武營燈區過去曾為鳳山軍事營區，後成為「衛武營藝術中心」所在地，並轉型為都會公園。主燈「鳳彩飛舞」以及兩座副燈皆位於此區。展區中的中央燈區結合傳統花燈藝術與跨界藝術，中央燈區下再細分有「藝湛人燈區」、「自由風燈區」、「生態圈燈區」、 「同樂匯燈區」及「未來遊燈區」。
愛河灣燈區位於愛河出海口的高雄港港區，共23件作品，光影可配合海灣倒影有夢幻、出奇效果。

## 主要作品

### 主副燈
- 主燈「鳳彩飛舞」：上半為「鳳」字解構的臺灣造形與帝雉飛舞狀。
- 副燈「龍騰獻瑞」：巨龍懷抱晶圓飛騰而起貌。
- 副燈「福虎生風」：領航家造型福虎引船出航。

本屆燈會主燈名為「鳳彩飛舞」，設計者為燈藝師呂秉承及書法家董陽孜，由中華電信贊助。設計上將花燈與書法藝術結合，將展區所在地「鳳山區」的「鳳」字解構成台灣造型與帝雉飛舞狀，並採用金屬編織手法製作。2022年2月15日點燈日的臺灣時間晚間8點首次展演，之後至2月28日閉幕燈日，每晚18時至22時間皆為每整點與半點展演一次。
副燈有兩組，分別名為「龍騰獻瑞」、「福虎生風」，呼應高雄知名景點蓮池潭的「龍虎塔」。
「龍騰戲瑞」作者為燈藝師王耀瑞、設計師張文瑤，由財團法人台灣觀光協會贊助。造型為一巨龍懷抱晶圓，於背景玉山主峰前飛騰而起，象徵臺灣科技島成就。2月15日至28日間，每日18:20至21:50間每半小時進行一次3分鐘長展演。
「福虎生風」則由燈藝師、中華燈藝協會理事長藍永旗創作，圓山大飯店贊助。造型為一領航家模樣的福虎，為民眾祈求「福、祿、財、壽、喜」等「五福」臨門，以及「福虎生豐」之意。

### 其他作品
- 2022年2月1日，高雄市政府規劃地方主燈「光啟愛河灣」與「武營晚點名」正式點燈，過程以線上直播進行。[1]
- 衛武營「同樂匯」燈區為國際燈區。作品來自日本名古屋市、青森縣、岐阜縣美濃市、香川縣、山口縣、島根縣與高知縣等地；以及聖克里斯多福及尼維斯聯邦、貝里斯兩處友邦。展出品以各地著名景點、風物為主。其中岐阜縣美濃市的百座手工美濃和紙燈和貝里斯花燈主題「大藍洞」分別為聯合國教科文組織登錄的無形文化遺產和世界自然遺產[17]。

- 主打親子主題的衛武營「童趣光樂園」展區中，日本藝術家鈴木康広作品《空氣人》（Aerial Being）受邀展出。該作品為一超薄纖微製成的人體模型，重200公斤。展區規劃每日下午17:30時邀民眾一同躺臥在周邊草皮欣賞。活動參與者包括一些臺灣公眾人物如作家謝哲青、高雄市議員黃捷等[18][19]。

### 開閉幕儀式
本屆燈會開幕日為2022年2月15日。表演活動由下午5時30分由高雄市管樂團演奏開始。表演節目包括：十鼓擊樂團鼓陣、振宗藝術團藝陣、中華藝校宋江陣的傳統祈福儀式；尚和歌仔戲、哈旗鼓文化藝術團、南島舞集等多元族群的樂舞表演；以及福爾摩沙馬戲團的《躍動高雄》、身聲劇場的《希望之翼》、舞鈴劇場的《舞鈴劇場》等表演。晚間點燈儀式由總統蔡英文、行政院長蘇貞昌與高雄市長陳其邁出席致詞，並經發號、擊鼓、鳴鑼等儀式後點亮主燈；交接儀式在交通部觀光局長張錫聰的監交下，由高雄市長陳其邁將象徵主辦權的「台灣燈會」黃色燈籠交給台北市副市長蔡炳坤，代表2023年台灣燈會由首都台北市接手舉辦。

### 活動與表演
- 心形的中華民國（臺灣）國旗圖樣。
- 高雄出身的世界羽球球后戴資穎揮拍意象。
- 虎年意象之一：台灣民主國「藍地黃虎旗」之黃虎。
- 農曆春節賀年。

2022台灣燈會在愛河灣有名為「聚光台灣 虎星高照」的飛行主燈，係由1500台無人機組成的展演，內容包括虎爺、台灣、鯨魚等意象。表演節目中，為感謝捐贈Covid-19疫苗給臺灣的日本、立陶宛等國，設計有捐贈國國旗配色的心形圖樣，曾引起中國大陸媒體《環球時報》「拍馬屁、透露台獨野心」等批評。
手機遊戲「Pokémon GO」則在2月26日至27日兩日，於愛河灣展區推出「Pokémon GO Tour: 城都地區」及「Pokémon GO Tour: Live」兩場高雄限定的合作活動。
衛武營戶外劇場有燈會大戲《船愛》，由李小平擔任總導演，殷青群、劉建華為副導演，劉建幗編劇。共計有11劇團及2間學校，動員超過600人次聯合演出。內容為配合歌仔戲、原民古調、台客搖滾等五段不同時代的曲調，分別演出美軍駐台、唐山公渡海和大航海時代顏思齊、鄭芝龍等歷史或傳說，融入商業繁榮、愛情、移民渡海來台、經濟繁榮、海盜開台等主題。